# Johann von Dallwitz

Johann von Dallwitz

Nikolaus Michael Louis Johann (Hans) von Dallwitz (* 29. September 1855 in Breslau; † 2. August 1919 auf Gut Bossee bei Westensee, Provinz Schleswig-Holstein) war ein deutscher Politiker. Er war Ministerpräsident von Anhalt, Innenminister Preußens und Kaiserlicher Statthalter in Elsaß-Lothringen. Als einer der wenigen hochrangigen Politiker seiner Zeit äußerte er sich gegenüber der türkischen Führung kritisch zum Völkermord an den Armeniern.

## Herkunft und Familie

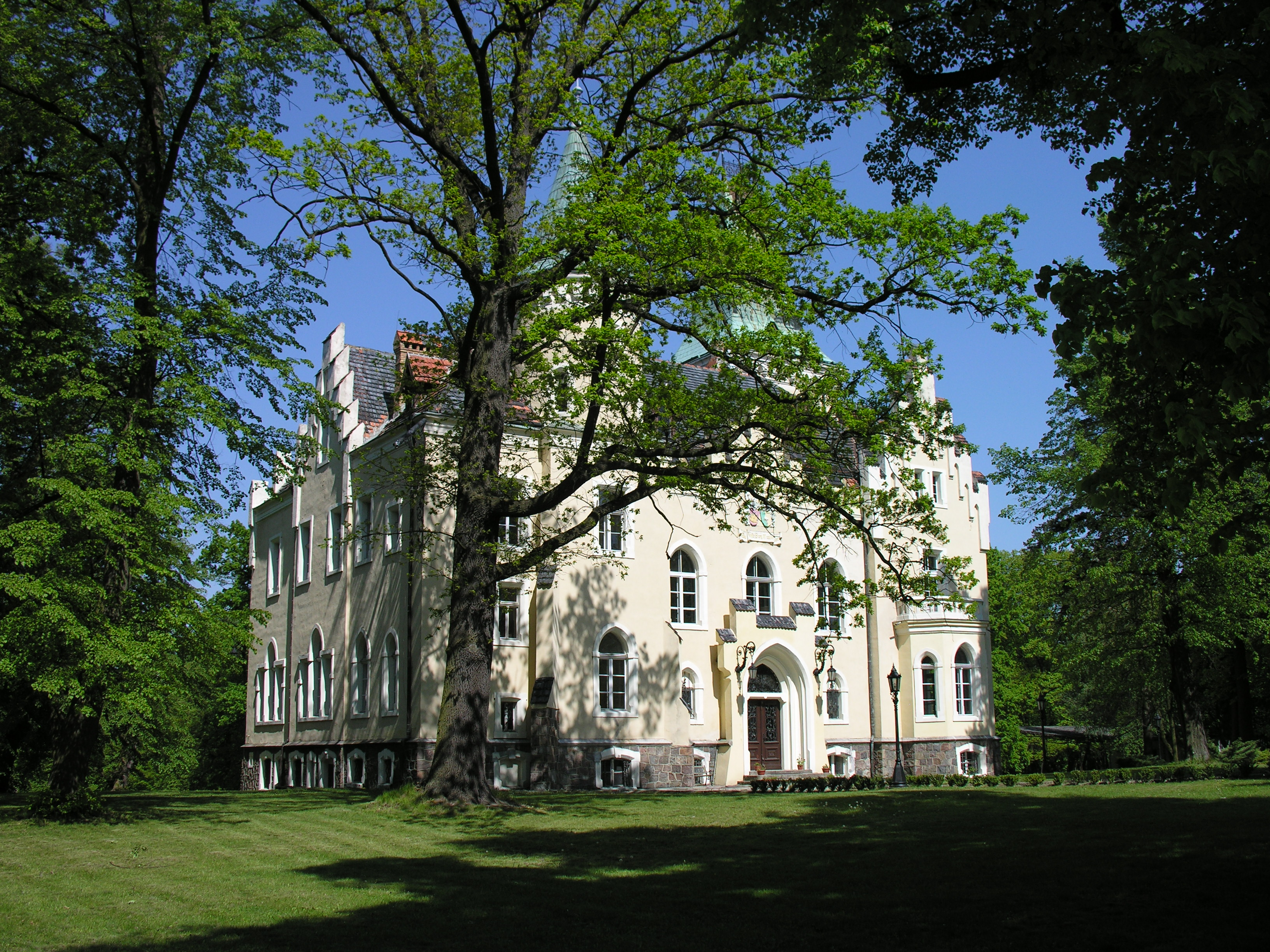
Groß Leipe (Schlesien)

Johann von Dallwitz entstammte dem Dallwitzschen Zweig des uradeligen Geschlechts Scof und war ein Neffe von Sigismund von Dallwitz, Jurist und Abgeordneter der Frankfurter Nationalversammlung. Seine Eltern waren Wolff Friedrich Johannes von Dallwitz, Herr auf Groß-Leipe, Mangschütz etc. sowie preußischer Kammerherr und Franziska (Fanny) Ottlilie Charlotte Freiin von Plotho. Johann wuchs auf dem elterlichen Gut Groß Leipe in Schlesien auf. Er hatte vier Schwestern: Fanny, Anna von Lattorf, Marie Eva und Magdalene Gräfin von Roedern. Er selbst war nicht verheiratet und blieb kinderlos.

## Leben
Er besuchte das Vitzthum-Gymnasium Dresden. Nach dem Abitur begann er an Rheinischen Friedrich-Wilhelms-Universität Rechtswissenschaft zu studieren. 1877 wurde er Corpsschleifenträger der Borussia Bonn. Mit ihm aktiv waren Gerd von Bassewitz, Heinrich Finck von Finckenstein und Franz Hubert von Tiele-Winckler. Als Inaktiver wechselte er an die Kaiser-Wilhelms-Universität Straßburg. 
1886 wurde Johann von Dallwitz Landrat des Landkreises Lüben. 1894 wurde er für den Wahlkreis Liegnitz 3 als Angehöriger der Konservativen Partei in das Preußische Abgeordnetenhaus gewählt und zur 19. Legislaturperiode wiedergewählt. Als er sich 1899 als sog. Kanalrebell gegen den Bau des Mittellandkanals aussprach, wurde er zur Maßregelung seines Verhaltens als Landrat zur Disposition gestellt.
1900 wurde er Regierungsrat in Posen. Aufgrund dieser Beförderung musste er am 7. Januar 1900 sein Mandat im Abgeordnetenhaus aufgeben. 1902 wurde er Staatsminister im Herzogtum Anhalt und 1909 Oberpräsident der Provinz Schlesien. 1903–1909 war er Ministerpräsident von Anhalt und von 1910 bis 1914 Preußischer Innenminister. Nach einem Konflikt mit Reichskanzler Theobald v. Bethmann Hollweg um die Reform des Wahlrechts, in dem er eine konservative Haltung vertrat, legte er sein Amt nieder.

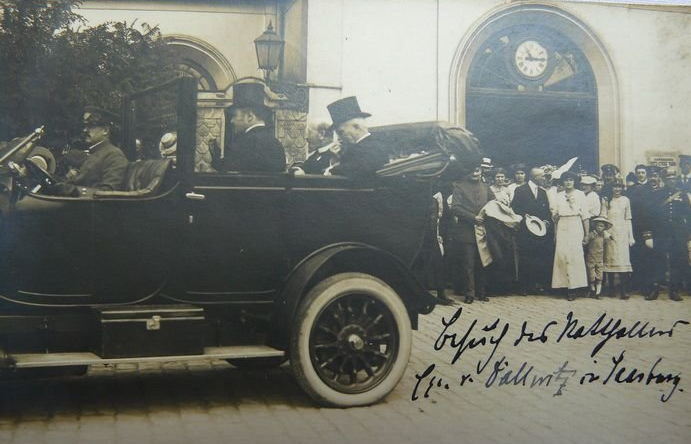
Johann (Hans) von Dallwitz

1914 wurde Johann von Dallwitz von Kaiser Wilhelm II. als Nachfolger Karl Fürst von Wedels zum zivilen Statthalter im Reichsland Elsaß-Lothringen ernannt, nachdem die Zabern-Affäre einen Wechsel notwendig gemacht hatte. Er war einer der wenigen hochrangigen Politiker seiner Zeit, die sich kritisch über den Völkermord an den Armeniern äußerten. 1917 kam es zwischen ihm und dem türkischen Thronfolger Mehmed VI. sowie Mustafa Kemal Atatürk während ihres Besuchs in Straßburg beinahe zum Eklat. Bei einem Essen, das er für sie gab, bezeichnete er die Armenier als „sehr gutwillige Leute“ und brachte sein Missfallen über die „ziemlich schlimmen Übergriffe“ der Türken gegenüber den Armeniern zum Ausdruck. Atatürk reagierte nach eigener Darstellung mit den Worten: „Wie kommen Sie auf den Gedanken, zu Gunsten der Armenier zu sprechen, die behaupten, zu einem, ich weiß nicht welchem Zeitpunkt und in welcher Epoche [als Nation] existiert zu haben und die, um diese Existenz aufs neue zu beweisen, die Welt betrügen zum Schaden einer Türkei, die Ihr Verbündeter ist und die ihre ganze materielle und geistige Existenz für dieses Bündnis aufs Spiel setzt?“
In seiner Amtszeit in Elsaß-Lothringen versuchte Johann von Dallwitz die Vereinigung des Reichslandes mit Preußen zu bewerkstelligen, da ihm die staatsrechtliche Stellung eines Reichslandes unhaltbar erschien. Der Erste Weltkrieg kam dieser Sache und der weiteren Eskalation des Konflikts zwischen Elsaß-Lothringen und Preußen allerdings zuvor, da der Statthalter am 14. Oktober 1918 abberufen werden musste.